# Stroet
Stroet (52° 45′ N, 4° 45′ L) é uma cidade dos Países Baixos, na província de Holanda do Norte. Stroet pertence ao município de Schagen, e está situada a 11 km, a norte de Heerhugowaard.
A área de Stroet, que também inclui as partes periféricas da cidade, bem como a zona rural circundante, tem uma população estimada em 350 habitantes.